# 예후디 메뉴인

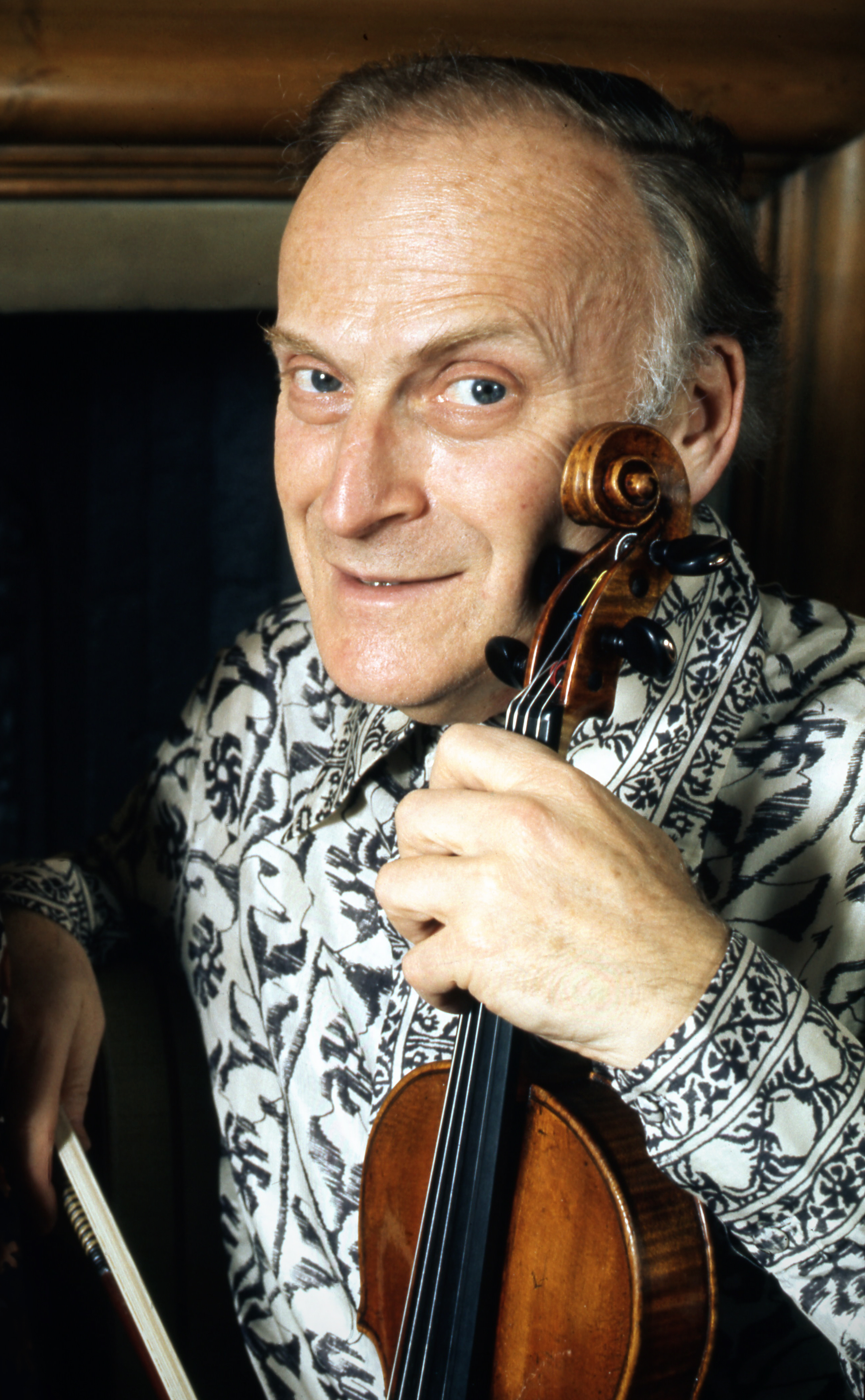
예후디 메뉴인 (1976년)

예후디 메뉴인 남작(Yehudi Menuhin, Baron Menuhin, OM, KBE, 1916년 4월 22일 ~ 1999년 3월 12일)은 미국에서 태어난 영국의 바이올리니스트 겸 지휘자이다.
뉴욕에서 태어나 4세 때였던 1920년부터 샌프란시스코에서 루이스 퍼싱어에게서 교육을 받고, 7세 때였던 1923년 샌프란시스코 심포니 오케스트라와의 협연으로 데뷔하였다. 이후 1925년 파리에서 제오르제 에네스쿠, 스위스에서 아돌프 부슈에게 배운 후, 파리에서 라무르 관현악단과 함께 연주하였다. 귀국 후 12세 때였던 1928년에 뉴욕 필하모닉 오케스트라의 독주자로서 베토벤의 협주곡을 연주하여 천재 소년으로 명성을 얻고, 세계 각국을 순회 공연하면서 세계적인 인기를 얻었다.
그는 1970년 미국 시민권을 포기하고 스위스 시민권을 등록했다가 15년 후 1985년 스위스 시민권을 포기하고 영국 시민권을 등록하였다.
1986년 존 F. 케네디 센터 주관 공연예술 평생공로상(Kennedy Center Honors)을 받았다

## 서훈

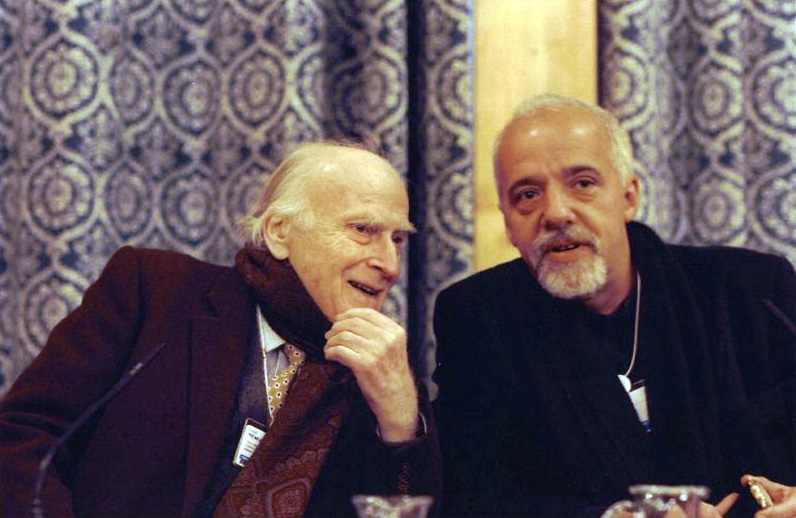
파울로 코엘료와 예후디 메뉴인 (1999년, 왼쪽)

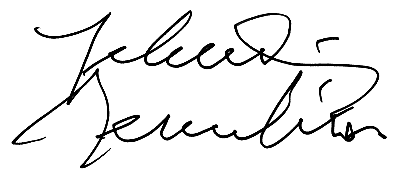
예후디 메뉴인의 서명

1965년 예후디 메뉴인은 대영 제국 훈장 명예 2등급(honorary KBE)을 받았다.
1985년 영국 시민권을 등록하면서, 위 명예 훈장은 정식 훈장으로 전환되었다. 영국 연방에서 1등급이나 2등급 정식 훈장에는 칭호가 따라 붙기 때문에, 예후디 메뉴인의 이름 앞에는 'Sir(경)' 칭호가 붙게 되었다.
이후 1987년 메리트 훈장(Order of Merit; OM)을 받은 데 이어, 1993년에 남작(Baron Menuhin of Stoke d'Abernon, 일대귀족)에 서임되었다.

## 참고 문헌